# 野菜畑でつかまえて
『野菜畑でつかまえて』（やさいばたけでつかまえて）は、まつもと剛志による日本の4コマ漫画作品。『まんがタイムスペシャル』（芳文社）誌上で連載。

## 概要
田舎の農村を舞台にしたほっこり農業ラブコメ。作者らしく毒のない作風であり、ほっこりした温かさと強力なネタが特徴。『まんがタイムスペシャル』（芳文社）誌上で2010年8月号から2013年7月号まで連載された。単行本は全2巻。

## 登場人物
此花さくら
畑仕事が趣味だが実力はそれに追いついていない少女。
絵に描いた様な純朴さで、畑仕事についても許嫁の桃次郎の言葉がきっかけで好きになった。
祖母と妹との3人暮らしのため、おばあちゃん子。
いつも野菜や畑仕事の事を考えており、夜も8時には寝る。
櫛灘桃次郎
農家の息子で自称不良。あくまで自称であり、不良らしい所は全くない。
さくらとは許嫁の関係ではあるが、思春期ということもありそれに対して素直になれない態度を取っている。
農家の後を継がないと言ってはいるが農業に関してのエキスパートであり、さくらに手ほどきをしている。
学校の成績は良くない。
農家を継がせたがっている父とはこれもまた思春期ということもあり仲良く衝突している。
母は長期入院しており、唯一彼女にだけは素直な一面をのぞかせる。
此花小姫
純真でみんなから可愛がられているさくらの妹。
人間だけでなく動物にも顔が広くよく懐かれている。
動物も好きだが、それ以上にお姉ちゃんっ子。
様々な着ぐるみやコスプレをしてはいつも元気に走り回っている。
雨乃鈴芽
体が弱く、東京から静養のために転校してきた博愛精神に溢れる女の子。
血液型はA型で、アレルギーを幾つか持っており、病歴には「はしか」「おたふく」「ふかづめ」「ねちがえ」「ゆざめ」等がある。
おばあちゃん
さくらと小姫の祖母。
二人とは対照的にハイカラ。
いい加減な事を言ってはさくらや小姫をからかう等、お茶目な面が多い。
農作業はあまりやらない様子。
櫛灘月子
桃次郎の姉。
農協に勤めるOLで優秀で人当たりも良く美人でスタイルも抜群。
桃次郎の扱いを最も心得ており、よく振り回している。
中学の頃は全国模試100位に入り、街にもいたことがある。
要領がいいのだが、同僚の佐野に対してのみ空回りする。

## 単行本
- まつもと剛志『野菜畑でつかまえて』 芳文社〈まんがタイムコミックス〉、全2巻
  1. 2012年1月22日発行（2012年1月7日第1刷発売[6]）、ISBN 978-4-8322-5039-0
  2. 2013年7月19日発行（2013年7月4日第1刷発売[6]）、ISBN 978-4-8322-5204-2